# クーネルスドルフ

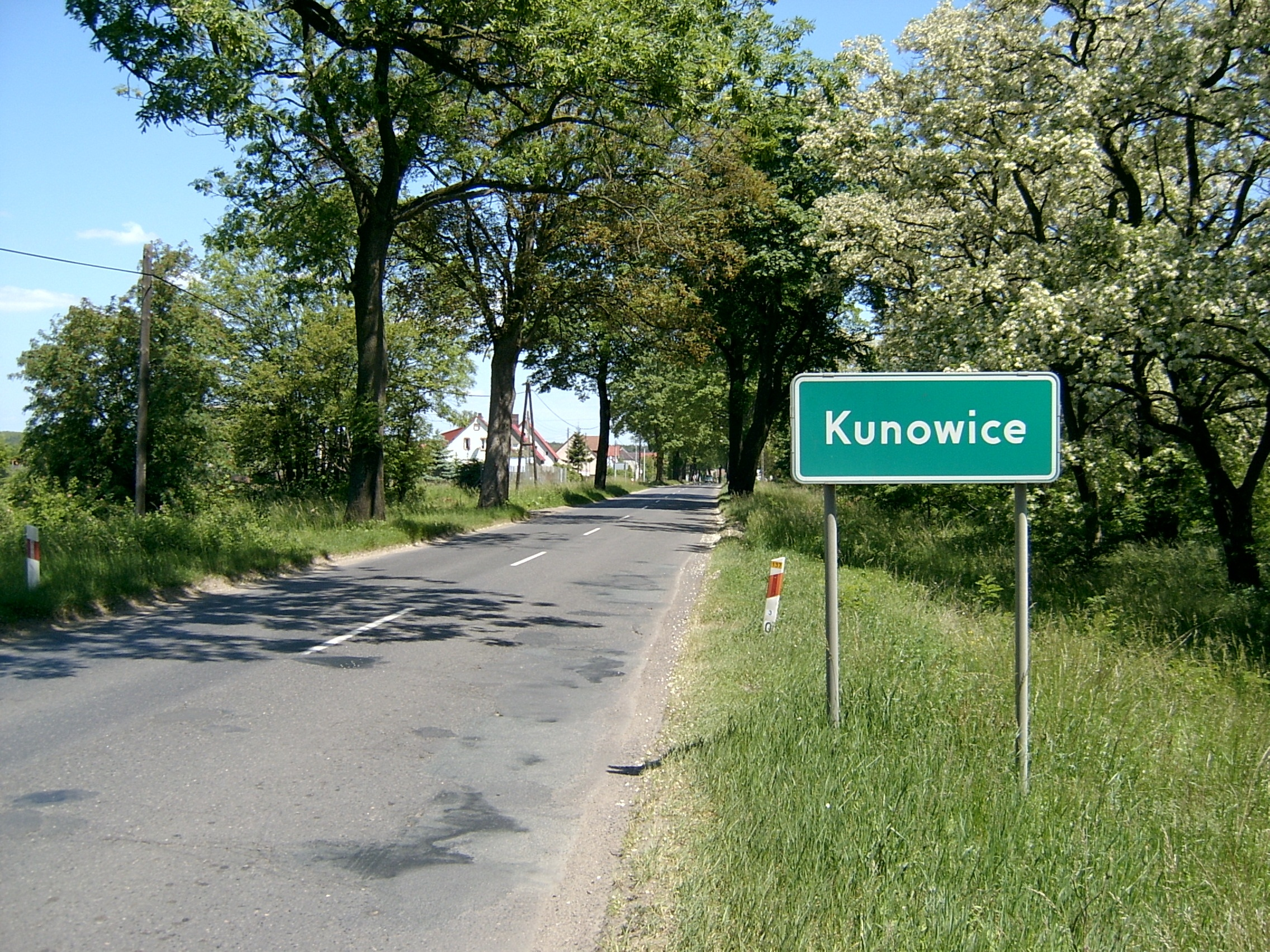

クーネルスドルフ（Kunersdorf）は、かつてドイツ・ブランデンブルク州に存在した一村落。フランクフルト・アン・デア・オーダーより、オーデル（オーダー）川を渡った地点にある。現在はポーランド領クノヴィツェ（Kunowice）。
フリードリヒ大王が敗北した、七年戦争におけるクーネルスドルフの戦い（1759年8月12日）の古戦場。戦前はこの戦いを記念する碑が存在したが、第二次大戦後破壊された。現在はソ連軍戦勝記念碑が建つ。